# آلما، بخش جکسون، ویسکانسین
الما، بخش جکسون، ویسکانسین (به انگلیسی: Alma, Jackson County, Wisconsin) یک منطقهٔ مسکونی در ایالات متحده آمریکا است که در ویسکانسین واقع شده‌است.

## خصوصیات
الما ۱۵۰٫۱ کیلومترمربع مساحت و ۹۸۳ نفر جمعیت دارد و ۳۰۲ متر بالاتر از سطح دریا واقع شده‌است.